# Bredebro
Bredebro är en tätort i Tønders kommun i Region Syddanmark i Danmark. Tätorten har 1 408 invånare (2024). Den ligger på Jylland, cirka 13,5 kilometer norr om Tønder. Bredebro var centralort i Bredebro kommun fram till kommunreformen 2007.